# Chlorida curta
Chlorida curta es una especie de escarabajo longicornio del género Chlorida, tribu Bothriospilini, subfamilia Cerambycinae. Fue descrita científicamente por Thomson en 1857.
La especie se mantiene activa durante todos los meses del año.

## Descripción
Mide 8-24 milímetros de longitud.

## Distribución
Se distribuye por Bolivia, Brasil, Ecuador, Guayana Francesa, Surinam y Venezuela.